# Kliment Kolesnikov
Kliment Andreyevich Kolesnikov (Rússia, 9 de julho de 2000) é um nadador russo. Kliment competiu nos Jogos Olímpicos de Verão de 2020 e garantiu uma medalha de prata para o país na modalidade de 100 m costas masculino.